# Jesús María, Puebla
Jesús María är en ort i Mexiko.   Den ligger i kommunen Chalchicomula de Sesma och delstaten Puebla, i den sydöstra delen av landet, 190 km öster om huvudstaden Mexico City. Jesús María ligger 2 653 meter över havet och antalet invånare är 459.
Terrängen runt Jesús María är kuperad åt sydost, men åt nordväst är den platt. Runt Jesús María är det ganska tätbefolkat, med 139 invånare per kvadratkilometer. Närmaste större samhälle är Ciudad Serdán, 2,2 km väster om Jesús María. Trakten runt Jesús María består till största delen av jordbruksmark.